# Очиндол
За селото наричано до 1950 г. Учин дол, вижте Тодорово
Очѝндол (срещано и като Очин дол; към 1 януари 1881 г. – Очин-Дол)) е село в Северозападна България, община Мездра, област Враца.

## География
Село Очиндол се намира на около 13 km юг-югозападно от областния център Враца, около 20 km запад-югозападно от общинския център Мездра и около 3 km север-северозападно от село Елисейна. Разположено е в Западна Стара планина, в южните разклонения на Врачанската планина, на стръмен долинен терен с общ наклон на юг към Искърския пролом. Надморската височина в центъра на селото при сградата на кметството е около 596 m.
Общински път на юг свързва селото с второкласния републикански път II-16.
Землището на село Очиндол граничи със землищата на: село Миланово на север; село Згориград на север; село Челопек на североизток; село Зверино на североизток и изток; село Елисейна на югоизток; село Габровница на югозапад; село Оплетня на запад и северозапад.
Населението на село Очиндол, наброявало 874 души при преброяването към 1934 г. и намаляло до 296 към 1985 г., наброява 121 (по текущата демографска статистика за населението) към 2020 г.
При преброяването на населението към 1 февруари 2011 г., от обща численост 165 лица, за 165 лица е посочена принадлежност към „българска“ етническа група.

## История
В Късната Античност и Средновековието на мястото на днешното село съществува значително селище. Открити са останки от късноантична църква с особена кръстовидна форма.
Към юли 2022 г. село Очиндол е център на кметство Очиндол.

## Население
Преброяване на населението през 2011 г.
Численост и дял на етническите групи според преброяването на населението през 2011 г.:
|                     | Численост | Дял (в %) |
| Общо                | 165       | 100,00    |
| Българи             | 165       | 100,00    |
| Турци               | 0         | 0,00      |
| Цигани              | 0         | 0,00      |
| Други               | 0         | 0,00      |
| Не се самоопределят | 0         | 0,00      |
| Неотговорили        | 0         | 0,00      |

## Културни и природни забележителности
Паметник на Дядо Йоцо е открит през 2005 г. на скалите срещу жп линията в Искърския пролом.
От селото тръгват няколко екопътеки.

## Други
- Снимки от Очиндол
- Изглед към селото
- Кметството на с. Очиндол
- Паметникът на Дядо Йоцо
- Началото на екопътека „Горски свят“
- Паметни плочи